# Aspach (Mosella)
Aspach è un comune francese di 37 abitanti situato nel dipartimento della Mosella nella regione del Grand Est.

## Storia

### Simboli
Poiché Aspach apparteneva alla signoria di Turquestein, lo stemma comunale riprende l'immagine del sigillo di Geoffroy de Turquestein, conservato negli Archivi della Meurthe e Mosella.

## Società

### Evoluzione demografica
Abitanti censiti